# Natalie Williams (karaté)
Pour les articles homonymes, voir Natalie Williams (homonymie) et Williams.
Natalie Karina Joyce Williams, née le 6 octobre 1982, est une karatéka anglaise. Elle a remporté la médaille d'argent en kumite individuel féminin moins de 61 kg aux championnats d'Europe de karaté 2009 à Zagreb puis une médaille de bronze dans la même catégorie aux championnats du monde de karaté 2010 à Belgrade et aux championnats d'Europe de karaté 2013 à Budapest.